# Discoidea
Discoidea Haeckel, 1862, é uma subordem dos Nasselaria, segundo alguns sistemas taxonómicas. Haeckel considerava-as como derivadas geneticamente da subordem Sphaeroidea, distinguindo-se desta pelo encurtamento de um dos seus eixo, em que as esferas reticuladas dos Sphaeroidea se tornaram em lentes reticuladas ou esferóides achatados, em que o plano circular equatorial se apresentava mais largo que qualquer outra secção, considerando-se como um grupo, provavelmente, polifilético, ou seja, derivado filogeneticamente de diversos grupos dos Sphaeroidea.